# Fruängen (metrostation)
Fruängen is een station van de Stockholmse metro in het stadsdeel Hägersten-Liljeholmen. Het ligt op 8,1 km ten zuiden van Slussen en is met 46,8 meter boven zee het hoogst gelegen station van het hele net. 

## Premetro
Fruängen is een wijk met een dichte bebouwing die midden jaren 50 van de twintigste eeuw is opgetrokken. Het betreft een Tunnelbaneförstad (Zweeds voor metrovoorstad) waarbij de hele wijk rond het metrostation wordt ontworpen met voldoende inwoners om een metrostation te rechtvaardigen. In 1956 werd de bestaande premetro over de Södertäljevägen doorgetrokken van Västertorp naar het marktplein van Fruängen. Aan de zuidkant van het marktplein is een erfdienstbaarheid gevestigd om een eventuele verlenging naar het zuidelijker gelegen Herrängen mogelijk te houden. De tramlijnen 14 en 17 reden over het premetrotraject tot aan de opening van de metro op 5 april 1964.

## Metro
Het traject tussen Telefonplan en Fruängen werd begin jaren 60 van de twintigste eeuw omgebouwd van premetro tot
metro. Samen met de ondergrondse trajecten tussen Slussen en Liljeholmen, en dat tussen Liljeholmen en Telefonplan vormde dit het eerste deel van de rode route. Op 5 april 1964 nam Koning Gustaaf VI Adolf, ter gelegenheid van de opening van de rode route, de metro naar het eindstation Fruängen. Hier werd hij ontvangen door de welpen en kabouters van de scouting, en een koor met leerlingen van de Adolf Frederiks school. De toespraak werd gehouden door gemeenteraadsvoorzitter Carl Albert Andersson.

## Station
Het station is een kopstation met drie sporen, waarvan twee langs het eilandperron liggen. Het derde spoor ligt aan de oostkant en dient als opstelspoor. Aan de noordkant loopt het metrotraject over een viaduct over de Södertäljevägen, aan de zuidkant staat het stationsgebouw aan het marktplein. In 2005 is de muur onder het opstelspoor langs het busstation voorzien van een portrettengalerij. De kunstenaar Frederik Landergren maakte de portretten van mozaïek uit glas. 

## Galerij

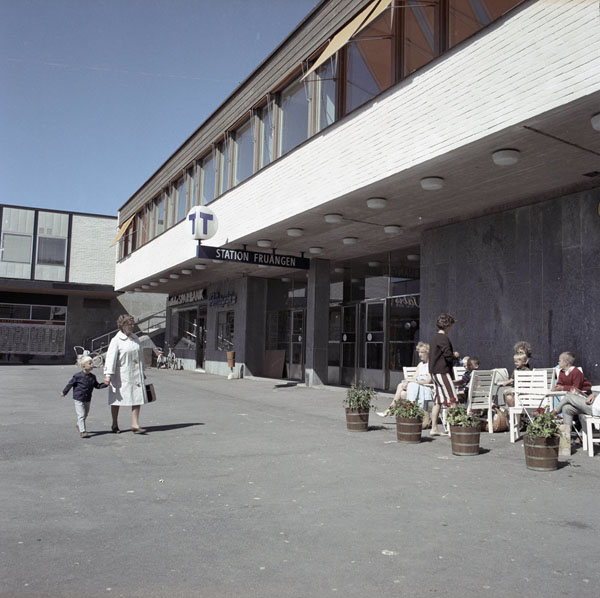
De ingang van het station in 1964
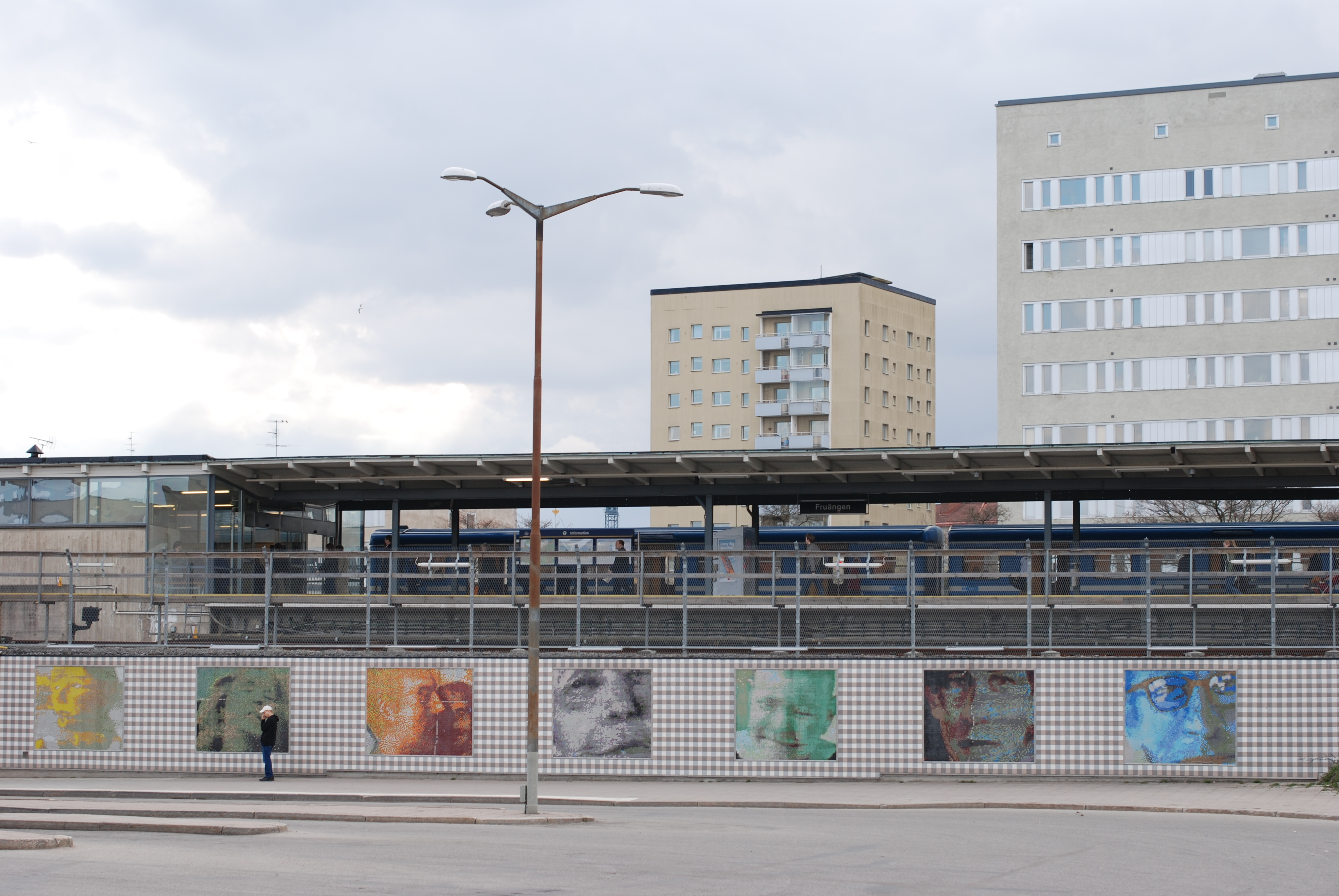
De muur met portretten gezien vanaf het busstation
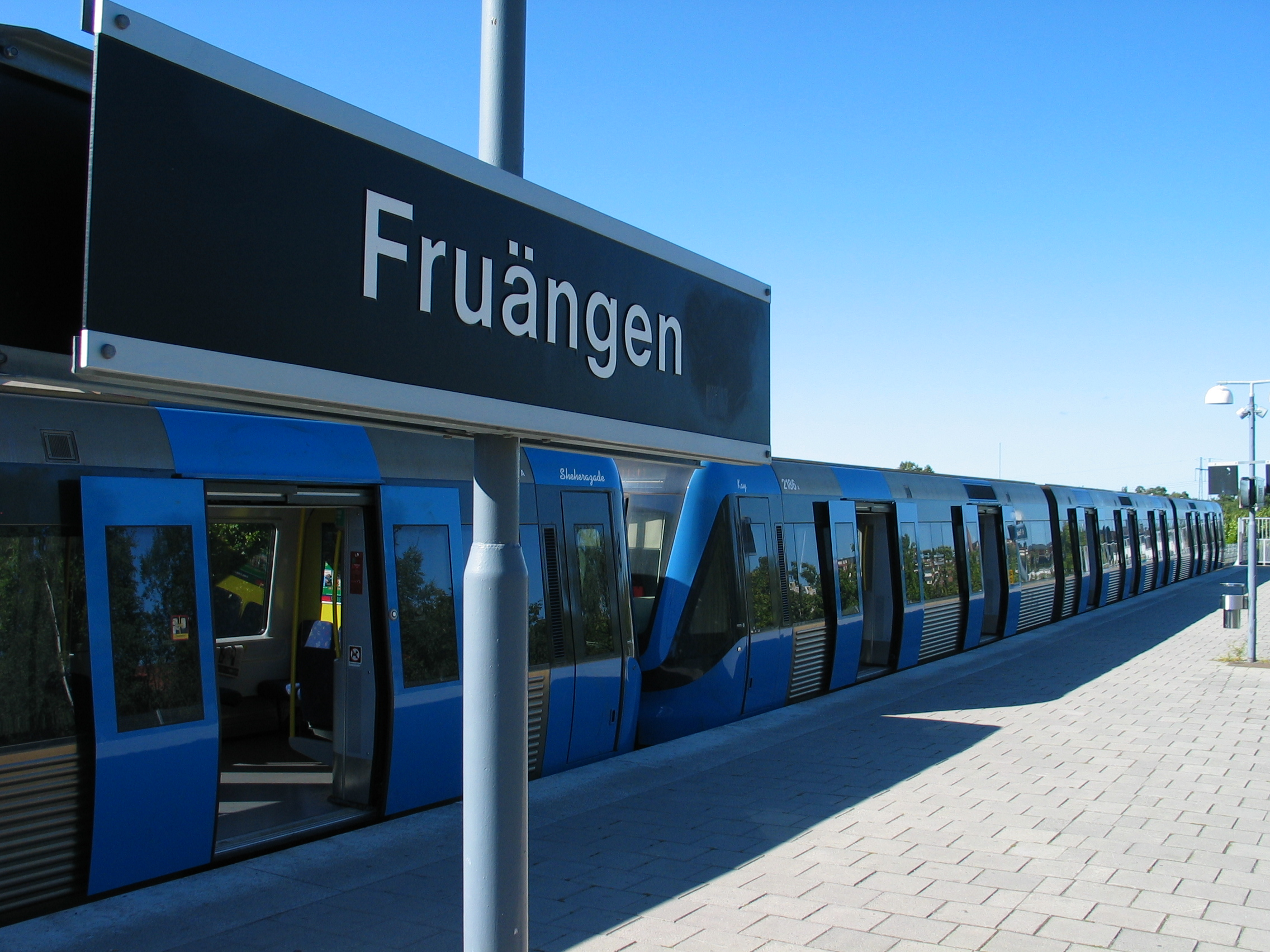
Het stationsnaambord

Fruängen·
Västertorp·
Hägerstensåsen·
Telefonplan ·
Midsommarkransen ·
Liljeholmen ·
Hornstull ·
Zinkensdamm ·
Mariatorget ·
Slussen ·
Gamla Stan ·
T-Centralen ·
Östermalmstorg ·
Stadion ·
Tekniska högskolan ·
Universitetet ·
Bergshamra ·
Danderyds sjukhus ·
Mörby centrum